# Gens de Dublin
Pour les articles homonymes, voir Les Gens de Dublin.
Pour plus de détails, voir Fiche technique et Distribution.
Gens de Dublin (The Dead) est un film américano-britannique. C'est le dernier film tourné par John Huston en 1987, avant sa mort, dans lequel joue sa fille Anjelica Huston.
Le film est une adaptation de la nouvelle du même nom (The Dead), extraite du recueil de nouvelles Les Gens de Dublin (Dubliners) de James Joyce.

## Synopsis
À Dublin, en 1904, chez les trois demoiselles Morkan, c'est le soir du réveillon. Une petite société de famille et d'amis se réunit autour d'une oie rôtie et d'un pudding, arrosés de punch, de whiskys et de vins. Le repas ne commence qu'après quelques danses, un morceau de piano, une vieille chanson et un étrange poème. Au dîner, sous l'effet de la bonne nourriture et des alcools, les langues se délient. On parle d'opéra, on raconte un séjour dans un monastère ou on rappelle des souvenirs. Le discours rituel de Gabriel, très emphatique, fait pleurer les vieilles tantes. Lors du départ, un air lointain fredonné ébranle Gretta. De retour à l'hôtel, elle évoque devant son mari son amour de jeunesse, mort à 17 ans. Des vues de paysages irlandais sous la neige clôturent ce testament cinématographique de John Huston.

## Fiche technique
- Titre : Gens de Dublin
- Titre original : The Dead
- Réalisation : John Huston
- Scénario : Tony Huston, d'après la nouvelle Les Morts (The Dead), extraite du recueil de nouvelles Les Gens de Dublin (Dubliners) de James Joyce.
- Costumes : Dorothy Jeakins
- Production : William J. Quigley, Wieland Schulz-Keil, Chris Sievernich
- Musique : Alex North
- Photographie : Fred Murphy
- Cadreur : Michael Coulter
- Montage : Roberto Silvi
- Pays d'origine : Royaume-Uni - Irlande - États-Unis
- Format : Couleurs - 1,85:1 - Dolby
- Genre : Drame
- Durée : 83 minutes
- Date de sortie : 
  -  Royaume-Uni : 11 décembre 1987 (Londres)
  -  France : 13 janvier 1988

## Distribution
- Anjelica Huston (VF : Evelyn Selena) : Gretta Conroy
- Donal McCann (VF : Jean-Claude Michel) : Gabriel Conroy
- Dan O'Herlihy (VF : Jacques Deschamps) M. Browne
- Donal Donnelly (VF : Roger Carel) : Freddy Malins
- Marie Kean (VF : Paule Emanuele) : Mme Malins
- Bairbre Dowling : Mlle Higgins
- Rachael Dowling (VF : Régine Teyssot) : Mlle Lily
- Helena Carroll (VF : Jane Val) : Kate Morkan
- Cathleen Delany (VF : Jacqueline Porel) : Julia Morkan
- Ingrid Craigie : Mary Jane Morkan
- Colm Meaney : M. Bergin
- Sean McClory (VF : Roland Ménard) : M. Grace
- Frank Patterson (VF : Georges Berthomieu) : Bartell D'Arcy

## Adaptation
Les personnages et leurs dialogues sont respectés assez fidèlement, avec toutefois quelques phrases additionnelles dans le film.
Le film est dédié à Maricela Hernandez, la dernière compagne du réalisateur,.

## Réception francophone
- « Tous les superlatifs[3]. »
- « Dédié à Maricela, l'ultime amour de Huston, The Dead est un film magnifique dans lequel un vieux cinéaste au seuil de la mort, en suivant presque à la manière d'un documentariste ces "gens de Dublin", dit adieu au cinéma et à la vie[4]. »